# Nealsomyia triseriella
Nealsomyia triseriella là một loài ruồi trong họ Tachinidae.